# John Loaring
John Wilfrid « Johnny » Loaring  (né le 3 août 1915 à Winnipeg et mort le 21 novembre 1969 à Windsor) est un athlète canadien spécialiste du 400 mètres haies.

## Carrière sportive
Il participe à trois épreuves lors des Jeux olympiques de 1936. Sixième du 400 mètres plat en 48 s 2, il se classe deuxième du 400 mètres haies, en 52 s 7, derrière l'Américain Glenn Hardin et devant le Philippin Miguel White. Il termine par ailleurs quatrième du relais 4 × 400 mètres avec ses coéquipiers de l'équipe du Canada.
Il se distingue deux ans plus tard en 1938 à l'occasion des Jeux de l'Empire britannique de Sydney en remportant trois médailles : une en individuelle sur 440 yards haies et deux au titre des relais 4 × 110 yards et 4 × 440 yards.

### Palmarès
| Date | Compétition                  | Lieu   | Résultat | Épreuve         |
| ---- | ---------------------------- | ------ | -------- | --------------- |
| 1936 | Jeux olympiques              | Berlin | 2e       | 400 m haies     |
| 1936 | Jeux olympiques              | Berlin | 6e       | 400 m           |
| 1936 | Jeux olympiques              | Berlin | 4e       | 4 × 400 m       |
| 1938 | Jeux de l'Empire britannique | Sydney | 1er      | 440 yards haies |
| 1938 | Jeux de l'Empire britannique | Sydney | 1er      | 4 × 110 yards   |
| 1938 | Jeux de l'Empire britannique | Sydney | 1er      | 4 × 440 yards   |

### Records
| Épreuve         | Performance | Lieu | Date |
| --------------- | ----------- | ---- | ---- |
| 440 yards haies | 52 s 6      |      | 1938 |